# Distrito electoral de Buckley (condado de Jefferson, Nebraska)
Buckley (en inglés: Buckley Precinct) es un distrito electoral ubicado en el condado de Jefferson en el estado estadounidense de Nebraska. En el Censo de 2010 tenía una población de 140 habitantes y una densidad poblacional de 1,5 personas por km².

## Geografía
Buckley se encuentra ubicado en las coordenadas 40°2′56″N 97°18′24″O / 40.04889, -97.30667. Según la Oficina del Censo de los Estados Unidos, Buckley tiene una superficie total de 93.17 km², de la cual 92.7 km² corresponden a tierra firme y (0.51%) 0.47 km² es agua.

## Demografía
Según el censo de 2010, había 140 personas residiendo en Buckley. La densidad de población era de 1,5 hab./km². De los 140 habitantes, Buckley estaba compuesto por el 100% blancos.